# Eddie Marshall
Edwin „Eddie“ Marshall Jr. (* 13. April 1938 in Springfield, Massachusetts; † 7. September 2011) war ein US-amerikanischer Jazz-Schlagzeuger.

## Leben und Wirken
Marshall spielte schon in frühen Jahren in der Swingband seines Vaters und in Rhythm-and-Blues-Bands während seiner High-School-Zeit. 1956 zog er nach New York und entwickelte seinen Schlagzeugstil unter dem Einfluss von Max Roach und Art Blakey. Zwei Jahre später spielte er im Quartett von Charlie Mariano und Toshiko Akiyoshi; nach zwei Jahren in der US-Army kehrte er 1965 in Akiyoshis Band zurück. Ein Jahr spielte er mit Mike Nock in der Hausband des Clubs „The Dom“ in New York, arbeitete in dieser Zeit auch mit Stan Getz und begleitete die Sängerin Dionne Warwick auf Tourneen. 1967 war er Gründungsmitglied der Jazzrock-Band „The Fourth Way“ in San Francisco, der neben ihm und Nock auch Michael White und Ron McClure angehörten; von der Bay Area aus tourte Marshall mit der Band (Auftritt beim Montreux Jazz Festival 1970) bis zu deren Ende 1971. Dann spielte er mit Jon Hendricks und mit den Pointer Sisters.
Mitte der 1970er arbeitete er mit Bobby Hutcherson, außerdem mit John Klemmer, mit Kenny Burrell und 1977 mit Art Pepper und Paul Nash. In diesem Jahr entstand auch Marshalls erstes Album unter eigenem Namen, „Dance of the Sun“ mit Hutcherson und George Cables als Begleitmusikern. Um 1980 spielte er mit Pharoah Sanders und mit Ahmad Jamal. 1984 war er Mitglied der Formation „Bebop and Beyond“ mit John Handy und Cables. Eine Herzoperation in diesem Jahr hinderte ihn vorübergehend am Fortsetzen seiner Schlagzeuger-Karriere: Er verlegte sich 1985 auf die Blockflöte bei seinen Aufnahmen für das Album „California Meeting“, begleitete aber 1987 erneut Toshiko Akiyoshi auf ihrem Trio-Album „Interlude“ als Schlagzeuger. Außerdem betätigte er sich als Lehrer an der San Francisco School of the Arts. Sein zweites Album als Leader entstand 1999 (Holy Mischief). Er war Anfang des Jahrtausends mehrere Jahre in der San Francisco Arts Commission für Musik verantwortlich.

## Diskographische Hinweise
- Charlie Mariano und Toshiko Akiyoshi: Toshiko/Mariano Quartet (Candid, 1960)
- Art Pepper. San Francisco Samba (Contemporary Records, 1977)
- Freddie Hubbard: Pinnacle: Live & Unreleased from Keystone Korner